# Abarema barbouriana
Abarema barbouriana és una espècie de llegum del gènere Abarema de la família Fabaceae.